# Raphaël Lenglet
Pour les articles homonymes, voir Lenglet.
Raphaël Lenglet, né le 21 octobre 1976 à Metz en Moselle, est un acteur et réalisateur français.

## Biographie
Raphaël Lenglet a grandi en Picardie  avant de quitter la région, à 19 ans, pour prendre des cours de théâtre à Paris. Il reçoit une formation d'acteur au cours de Leslie Chatterley, son mentor, devenue une amie.
Malgré plusieurs petits rôles au théâtre, au cinéma et à la télévision, il n'arrive pas à percer comme acteur. Il cumule alors les petits boulots, dont serveur, job où il se jugeait très mauvais. Le manque d'opportunités le pousse, sur un coup de tête, à envoyer deux textes assez courts à l'équipe de Caméra Café. Son culot paie puisqu'il séduit Yvan Le Bolloc'h qui l'engage comme auteur en 2002 et ponctuellement comme acteur.
C'est son rôle dans la série Les Bleus : Premiers pas dans la police, qui le fait connaître du grand public en 2006. Il y incarne Alex Moreno, l'un des personnages principaux.
Il est aussi réalisateur de plusieurs saisons de la série courte En famille sur M6.
Raphaël Lenglet est révélé au grand public en 2013, année depuis laquelle il joue le rôle récurrent du capitaine puis commissaire Antoine Dumas dans Candice Renoir au côté de Cécile Bois. Initialement numéro 2 de la série, son rôle s'étoffe de saisons en saisons. La production et France 2 lui font confiance pour réaliser plusieurs épisodes des dernières saisons de la série.
En 2019, il participe à l'émission reportage Nos terres inconnues produite par Frédéric Lopez. Avec sa partenaire dans Candice Renoir, Cécile Bois, il passe une semaine cœur du Queyras, dans les Hautes-Alpes, guidée par Raphaël de Casabianca.
En 2022, après 10 ans de succès, la série tire sa révérence. Devant la ferveur des téléspectateurs et les bonnes audiences, France 2 décide cependant de maintenir la série à l'antenne, sous forme d'unitaires (deux à trois par an). Raphaël Lenglet réalise le deuxième téléfilm.
Sa carrière est jalonnée de rôles de flics et il explique régulièrement dans ses interviews, qu'il aimerait jouer d'autres personnages.

## Vie privée
Raphaël Lenglet est l'exact opposé de son rôle dans Candice Renoir. Il dit régulièrement "Il est un peu triste, taiseux, alors que je suis en réalité grande gueule, blagueur, agité du bocal…".
Depuis le tournage des Bleus, il est très ami avec les comédiens Nicolas Gob et Mhamed Arezki. Il retrouve d'ailleurs ce dernier dans les premières saisons de Candice Renoir.
Il est également très proche de sa partenaire dans Candice Renoir Cécile Bois. Après des débuts timides causés par les réticences de sa co-actrice, tous les deux développent une forte amitié.

## Filmographie

### Comme acteur

#### Cinéma
- 2000 : Là-bas... mon pays d'Alexandre Arcady : Issam jeune
- 2003 : Les Marins perdus de Claire Devers
- 2007 : J'ai plein de projets (court métrage) de Karim Adda : celui qui mesure le bras
- 2008 : Home Sweet Home de Didier Le Pêcheur : Ladrun
- 2009 : Vertige  d'Abel Ferry : Guillaume
- 2012 : Mince alors ! de Charlotte de Turckheim : Yussuf
- 2014 : La Liste de mes envies de Didier Le Pêcheur : l'employé d'Européenne des jeux
- 2016 : Elle de Paul Verhoeven : Ralph

#### Télévision
- 2001 : Navarro, saison 13, épisode 5 Graine de macadam réalisé par José Pinheiro
- 2001 : PJ saison 5, épisode 11 Spiritisme réalisé par Gérard Vergez : un bleu
- 2002 : Génération Start-up d'Arnaud Sélignac
- 2002 - 2003 : Caméra Café, de Bruno Solo, Yvan Le Bolloc'h et Alain Kappauf, épisodes Dimitri (saison 2, épisode 114), Vieille fille (saison 3, épisode 61), Roulez jeunesse (saison 3, épisode 110) et Un petit coucou (saison 3, épisode 115) : Dimitri Kovalski
- 2003 - 2004 : Domisiladoré
- 2004 : Central Nuit, saison 3, épisode 5 Le Bruit des murmures réalisé par Pascale Dallet : Mario
- 2006 : L'État de Grace, minisérie de Jean-Luc Gaget : Lionel
- 2006 - 2010 : Les Bleus : Premiers pas dans la police, série créée par Alain Robillard, Alain Tasma et Stéphane Giusti, saisons 1 à 4 : Alex Moreno
- 2007 : Sécurité intérieure de Jérôme Minet et Nora Melhli : Jean
- 2010 : Dix jours pour s'aimer de Christophe Douchand : Greg
- 2011 : Le Sang de la vigne, saison 2, épisode 1 Le Dernier Coup de Jarnac réalisé par Marc Rivière : Gautier
- 2011 : Ni vu, ni connu de Christophe Douchand : Florian Camus
- 2012 : Vive la colo !, série créée par Didier Le Pêcheur et Dominique Ladoge, saison 1 : Driss
- 2013 - 2022 : Candice Renoir, série créée par Christophe Douchand et Nicolas Picard-Dreyfuss : capitaine puis commissaire Antoine Dumas
- 2017 : Marie de Bourgogne, minisérie d'Andreas Prochaska : Olivier de la Marche
- 2019 : Les Ombres rouges, série créée par Corinne Bergas et Christophe Douchand : Frédéric
- 2019 : Le Grand Bazar, série créée par Baya Kasmi, saison 1 : Pascal
- 2019 : Coup de foudre à Saint-Pétersbourg de Christophe Douchand
- 2020 : Meurtres à Granville de Christophe Douchand : Damien Bonaventure
- 2023 : À fleur de peau de Christian Bonnet : Matisse Serval
- 2023 : Droit de regard de Julie Manoukian : Yann
- 2024 : Après la nuit d'Indra Siera : Romain Novak
- 2024 : Un dimanche de chasse de Catherine Klein : Olivier Levasseur

### Comme réalisateur
- 2006 : Star Truc, cinq épisodes (série tv), avec Didier Bénureau
- 2014 : En famille, saison 3, épisode 457
- 2017 : Candice Renoir, saison 6, épisode 1 : Il faut souffrir pour être beau ; épisode 2 : La Vengeance est un plat qui se mange froid
- 2018 : Candice Renoir, saison 7, épisode 9 : Bon sang ne saurait mentir ; épisode 10 : Les grands esprits se rencontrent
- 2022 : Candice Renoir, saison 9, épisodes 7 et 8 : Qui va à la chasse perd sa place
- 2022 : Candice Renoir, saison 10, épisode 3 : Le mensonge cherche toujours à imiter la vérité ; épisode 4 Tout ce qui brille n'est pas d'or
- 2023 : Candice Renoir, unitaire : Des bonbons ou la vie

## Théâtre
- 2007 : Les Couteaux dans le dos, de Pierre Notte, mise en scène d'Emmanuelle Bougerol.
- 2008 : Open Bed, de David Serrano, mise en scène de Charlotte de Turckheim, adaptation de Laurent Ruquier, avec Titoff, Élisa Tovati, Nadège Beausson-Diagne au théâtre des Bouffes-Parisiens à Paris.